# Driedaagse De Panne - Koksijde 2005
La Driedaagse De Panne - Koksijde 2005 (it.: Tre giorni di La Panne 2005), ventinovesima edizione della corsa, si svolse in due tappe e due semitappe dal 29 al 31 marzo 2005 per un percorso di 562,7 km. Fu vinta dal belga Stijn Devolder, che terminò la gara in 13h15'16" alla media di 42,454 km/h.
Dei 187 ciclisti alla partenza da Middelkerke furono in 105 a tagliare il traguardo finale di De Panne.

## Tappe
| Tappa  | Data     | Percorso                                | km    | Vincitore di tappa | Leader cl. generale |
| ------ | -------- | --------------------------------------- | ----- | ------------------ | ------------------- |
| 1ª     | 29 marzo | Middelkerke > Zottegem                  | 202   | Alessandro Ballan  | Alessandro Ballan   |
| 2ª     | 30 marzo | Zottegem > Koksijde                     | 231   | Niko Eeckhout      | Alessandro Ballan   |
| 3ª-1ª  | 31 marzo | De Panne > De Panne                     | 116   | Tom Steels         | Alessandro Ballan   |
| 3ª-2ª  | 31 marzo | De Panne > De Panne (cron. individuale) | 13,7  | Vjačeslav Ekimov   | Stijn Devolder      |
| Totale | Totale   | Totale                                  | 562,7 |                    |                     |

## Squadre e corridori partecipanti
| N.      | Cod. | Squadra                |
| ------- | ---- | ---------------------- |
| 1-8     | DSC  | Discovery Channel      |
| 11-18   | DVL  | Davitamon-Lotto        |
| 21-28   | TMO  | T-Mobile Team          |
| 31-38   | QST  | Quick Step-Innergetic  |
| 41-48   | SDM  | Domina Vacanze         |
| 51-58   | LAM  | Lampre-Caffita         |
| 61-68   | FAS  | Fassa Bortolo          |
| 71-78   | LIQ  | Liquigas-Bianchi       |
| 81-88   | FDJ  | Française des Jeux     |
| 91-98   | RAB  | Rabobank               |
| 101-108 | PHO  | Phonak Hearing Systems |
| 111-118 | BTL  | Bouygues Télécom       |

| N.      | Cod. | Squadra                       |
| ------- | ---- | ----------------------------- |
| 121-128 | LSW  | Liberty Seguros-Würth         |
| 131-138 | GST  | Gerolsteiner                  |
| 141-148 | TBL  | Team Barloworld-Valsir        |
| 151-158 | MRB  | Mr Bookmaker.com-SportsTech   |
| 161-168 | JAC  | Chocolade Jacques-T Interim   |
| 171-178 | WIE  | Team Wiesenhof                |
| 181-188 | LAN  | Landbouwkrediet-Colnago       |
| 191-198 | ZVZ  | eD'System-ZVVZ                |
| 201-208 | TEN  | Tenax-Nobili Rubinetterie     |
| 211-218 | FLA  | Flanders                      |
| 221-228 | JAR  | Jartazi-Revor                 |
| 231-238 | BWJ  | Bodysol-Win for Life-Jong Vl. |

## Dettagli delle tappe

### 1ª tappa
- 29 marzo: Middelkerke > Zottegem – 202 km

Risultati
| Pos. | Corridore         | Squadra        | Tempo    |
| ---- | ----------------- | -------------- | -------- |
| 1    | Alessandro Ballan | Lampre-Caffita | 4h43'42" |
| 2    | Stijn Devolder    | Discovery      | s.t.     |
| 3    | Luis León Sánchez | Liberty Seg.   | a 19"    |

| Pos. | Corridore         | Squadra        | Tempo    |
| ---- | ----------------- | -------------- | -------- |
| 1    | Alessandro Ballan | Lampre-Caffita | 4h43'31" |
| 2    | Stijn Devolder    | Discovery      | a 4"     |
| 3    | Luis León Sánchez | Liberty Seg.   | a 25"    |

### 2ª tappa
- 30 marzo: Zottegem > Koksijde – 231 km

Risultati
| Pos. | Corridore          | Squadra        | Tempo    |
| ---- | ------------------ | -------------- | -------- |
| 1    | Niko Eeckhout      | Chocolade Jac. | 5h43'34" |
| 2    | Allan Davis        | Liberty Seg.   | s.t.     |
| 3    | Luciano Pagliarini | Liquigas       | s.t.     |

| Pos. | Corridore         | Squadra        | Tempo     |
| ---- | ----------------- | -------------- | --------- |
| 1    | Alessandro Ballan | Lampre-Caffita | 10h27'05" |
| 2    | Stijn Devolder    | Discovery      | a 4"      |
| 3    | Luis León Sánchez | Liberty Seg.   | a 25"     |

### 3ª tappa-1ª semitappa
- 31 marzo: De Panne > De Panne – 116 km

Risultati
| Pos. | Corridore       | Squadra      | Tempo    |
| ---- | --------------- | ------------ | -------- |
| 1    | Tom Steels      | Davitamon    | 2h31'10" |
| 2    | Simone Cadamuro | Domina       | s.t.     |
| 3    | Stefan van Dijk | Mr Bookmaker | s.t.     |

| Pos. | Corridore         | Squadra        | Tempo     |
| ---- | ----------------- | -------------- | --------- |
| 1    | Alessandro Ballan | Lampre-Caffita | 12h58'15" |
| 2    | Stijn Devolder    | Discovery      | a 4"      |
| 3    | Luis León Sánchez | Liberty Seg.   | a 25"     |

### 3ª tappa-2ª semitappa
- 31 marzo: De Panne > De Panne – Cronometro individuale – 13,7 km

Risultati
| Pos. | Corridore        | Squadra   | Tempo  |
| ---- | ---------------- | --------- | ------ |
| 1    | Vjačeslav Ekimov | Discovery | 16'48" |
| 2    | Bert Roesems     | Davitamon | s.t.   |
| 3    | Nico Mattan      | Davitamon | a 6"   |

| Pos. | Corridore         | Squadra        | Tempo     |
| ---- | ----------------- | -------------- | --------- |
| 1    | Stijn Devolder    | Discovery      | 13h15'16" |
| 2    | Alessandro Ballan | Lampre-Caffita | a 16"     |
| 3    | Nico Mattan       | Davitamon      | a 24"     |

## Classifiche finali

### Classifica generale
| Pos. | Corridore         | Squadra        | Tempo     |
| ---- | ----------------- | -------------- | --------- |
| 1    | Stijn Devolder    | Discovery      | 13h15'16" |
| 2    | Alessandro Ballan | Lampre-Caffita | a 16"     |
| 3    | Nico Mattan       | Davitamon      | a 24"     |
| 4    | Luis León Sánchez | Liberty Seg.   | a 44"     |
| 5    | Roberto Petito    | Fassa Bortolo  | a 45"     |
| 6    | Servais Knaven    | Quick Step     | a 1'01"   |
| 7    | Michael Albasini  | Liquigas       | a 1'25"   |
| 8    | Mathew Hayman     | Rabobank       | a 1'31"   |
| 9    | Roy Sentjens      | Rabobank       | a 1'34"   |
| 10   | Mirko Celestino   | Domina         | a 2'04"   |